# Territórios Ultramarinos Britânicos

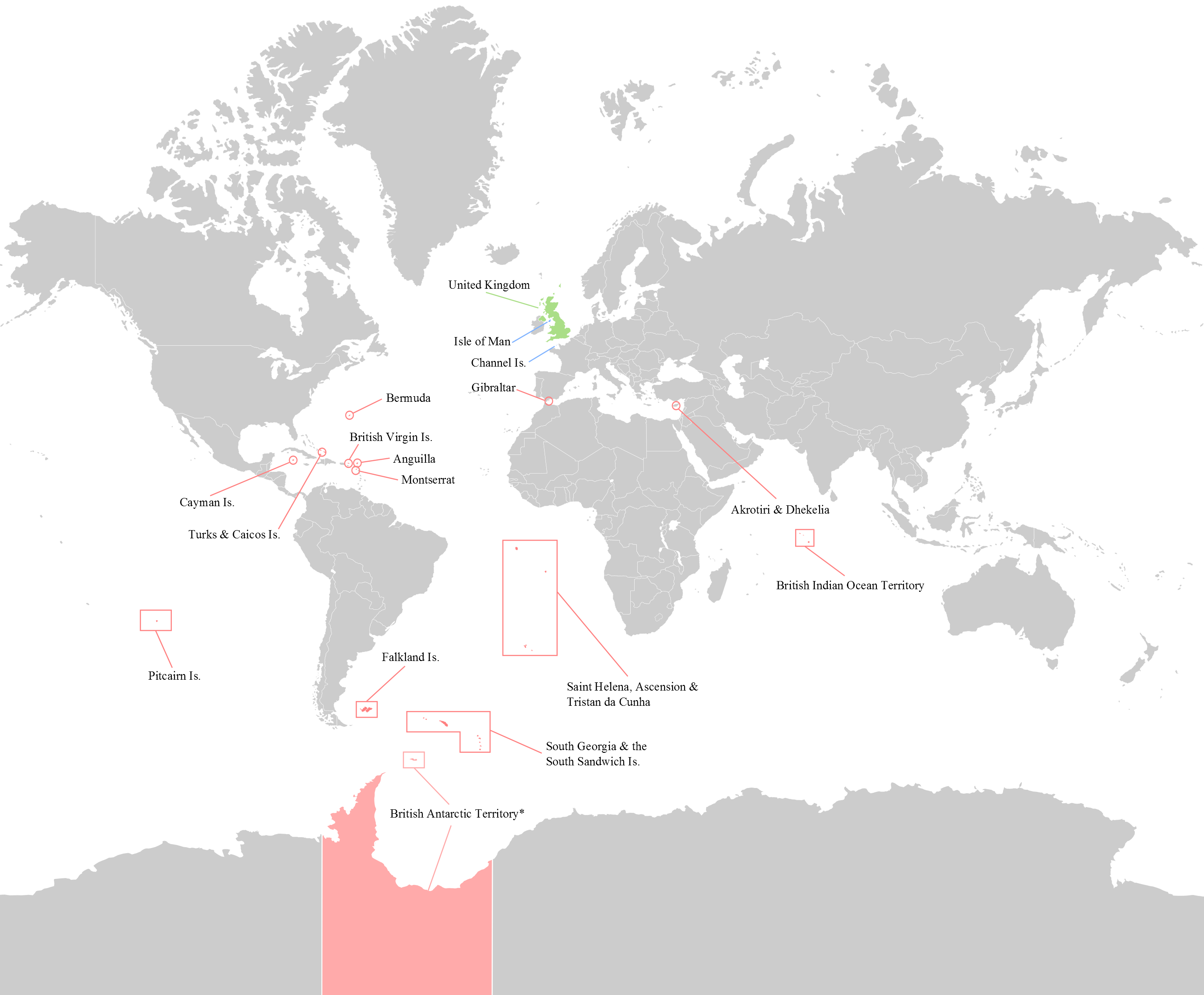
Mapa dos territórios ultramarinos britânicos. Em verde claro, está o Reino Unido, e em azul, as dependências da Coroa

Os Territórios Ultramarinos Britânicos (em inglês: British Overseas Territories (BOTs) ou United Kingdom Overseas Territories (UKOTs)) são 14 territórios sob jurisdição e soberania do Reino Unido.
São partes do Império Britânico que não receberam a independência ou votaram para permanecerem como territórios britânicos. Estes territórios não fazem parte do Reino Unido e, com exceção de Gibraltar, não faziam parte da União Europeia. A maioria dos territórios habitados é autônoma internamente, porém tendo a defesa e relações externas como responsabilidade do Reino Unido. Outros territórios são desabitados ou possuem uma população não permanente composta por militares e/ou cientistas. Todos esses territórios possuem o monarca britânico (atualmente Carlos III) como chefe de Estado. Dez destes territórios estão listados pelo Comité Especial de Descolonização da Organização das Nações Unidas.
Em um contexto histórico, devem ser distinguidos das colônias, dependências da Coroa Britânica (Ilhas do Canal – Jersey e Guernsey – e Ilha de Man) e protetorados protegidos pelo estado. Também não devem ser confundidos com os reinos da Commonwealth.
Coletivamente, os Territórios Ultramarinos abrangem uma população de cerca de 250 mil pessoas e uma área terrestre de cerca de 1 727 570 km². A grande maioria desta área terrestre, 1 700 000 km², constitui o Território Antártico Britânico, quase desabitado, enquanto o maior território por população, as Bermudas, representa quase um quarto da população total. No outro extremo da escala, três territórios não têm população civil; o já referido Território Britânico Antártico, o Território Britânico do Oceano Índico (do qual os ilhéus dos Chagos foram removidos controversamente) e as Ilhas Geórgia do Sul e Sanduíche do Sul. As Ilhas Pitcairn, habitadas pelos descendentes de sobreviventes do motim no HMS Bounty, é o território britânico menos populoso, com apenas 49 habitantes, enquanto o menor território em área terrestre é Gibraltar, localizado na ponta sul da Península Ibérica. O Reino Unido participa do Tratado da Antártida e, como parte de um acordo mútuo, o Território Antártico Britânico é reconhecido por quatro das outras nações soberanas que reivindicam o território antártico.

## Territórios ultramarinos britânicos atuais
| Bandeira | Brasão | Território | População                     | Capital                  | Observações                                   |
| -------- | ------ | --- | ----------------------------- | ------------------------ | --------------------------------------------- |
|          |        | Acrotíri e Deceleia (no Mar Mediterrâneo). Áreas de bases soberanas do Reino Unido na Ilha de Chipre. | 14 000 hab. (2006)            | Episcópi                 | Reivindicado por Chipre                       |
|          |        | Anguila (nas Caraíbas): Compreende as ilhas de: Anguila, Anguillita, Dog, Little Scrub, Prickly Pear, Sandy, Seal e Sombrero | 12 800 hab. (2002)            | The Valley               | -                                             |
|          |        | Bermudas (na América do Norte, no Oceano Atlântico): Compreende mais de 150 ilhas; as mais importantes são: Main ou Grande Bermuda, Somerset), Ireland, Saint George, Saint David's e Boaz | 64 482 hab. (2003)            | Hamilton                 | -                                             |
|          |        | Ilhas Geórgia do Sul e Sanduíche do Sul (no Oceano Atlântico Sul): Compreende as ilhas Geórgia do Sul e as Ilhas Sanduíche do Sul | 100 hab. (2003)               | Grytviken                | Reivindicadas pela Argentina                  |
|          |        | Ilhas Caimã(português brasileiro)/Ilhas Caimão(português europeu) (a noroeste da Jamaica, entre Cuba e a costa das Honduras): Compreende principalmente três ilhas: Grande Caimã, Caimã Brac e Pequena Caimã | 44 270 hab. (2005)            | George Town              | -                                             |
|          |        | Ilhas Malvinas (Ilhas Falkland) (no Oceano Atlântico Sul): Compreende mais de 200 ilhas, as habitadas e mais importantes são: Grande Malvina e Soledad | 2 967 hab. (2005)             | Stanley                  | Revindicadas pela Argentina                   |
|          |        | Ilhas Pitcairn (no Oceano Pacífico, na Polinésia): Compreende as ilhas Pitcairn, Sandy, Oeno, Henderson e Ducie | 48 hab. (2003)                | Adamstown                | -                                             |
|          |        | Ilhas Turcas e Caicos (a norte de Hispaniola, ilha onde estão localizados Haiti e República Dominicana): Compreende as ilhas Caicos (Caicos Central; Caicos do Norte; Caicos Meridional e Oriental; Providenciales e Caicos Ocidental) e Ilhas Turcas (Cayo Sal e Ilha Grand Turk) | 19 500 hab.(2003)             | Cockburn Town            | -                                             |
|          |        | Ilhas Virgens Britânicas (no canal de Francis Drake, a leste de Porto Rico): Compreende mais de 50 ilhas; as mais importantes são: Tortola, Virgem Gorda, Jost Van Dyke, Anegada, Peter Island e Salt Island | 21 730 hab. (2002)            | Road Town                | -                                             |
|          |        | Gibraltar (península que fica em volta do rochedo de Gibraltar que domina a margem norte do estreito homônimo, no sul da Península Ibérica | 27 776 hab. (2005)            | Gibraltar                | Reivindicado pela Espanha                     |
|          |        | Monserrate (a sudeste da ilha de Porto Rico, em águas do Caribe). Compreende a ilha de Monserrate | 9 245 hab. (2004)             | Plymouth                 | -                                             |
|          |        | Santa Helena, Ascensão e Tristão da Cunha (no Oceano Atlântico a mais de 2 800 km de distância da costa de Angola, na África): Compreende mais de 30 ilhas e pequenos atóis; as mais importantes são: Santa Helena, Ascensão, Tristão da Cunha e Gonçalo Álvares | 7 367 hab. (2003)             | Jamestown                | -                                             |
|          |        | Território Antártico Britânico: abarca todas as terras a sul do paralelo 60° S, entre os meridianos 20° O e 80° O, que são reivindicadas pelo Reino Unido. A soberania britânica é reconhecida pela Austrália, França, Nova Zelândia e Noruega, que também têm reivindicações na Antártica, embora quase todos os demais países não manifestem reconhecimento acerca de reivindicações no continente. | 200 militares e civis (2005)  | Rothera Research Station | Reivindicado igualmente por Argentina e Chile |
|          |        | Território Britânico do Oceano Índico (engloba 60 ilhas, ilhotas e atóis tropicais no Oceano Índico, a meio entre a África e Indonésia, aproximadamente nas coordenadas 6° S, 71° 30' E.): Compreende os arquipélagos de Chagos, Aldabra, Farcuar e Deseoches, embora estas três últimas houvessem sido independentes do Território Britânico do Oceano Índico até 1976.                              | 3 500 hab. e militares (2005) | Diego Garcia             | Reivindicadas por Maurício e Seicheles        |

## Governo e política

### Chefia de estado

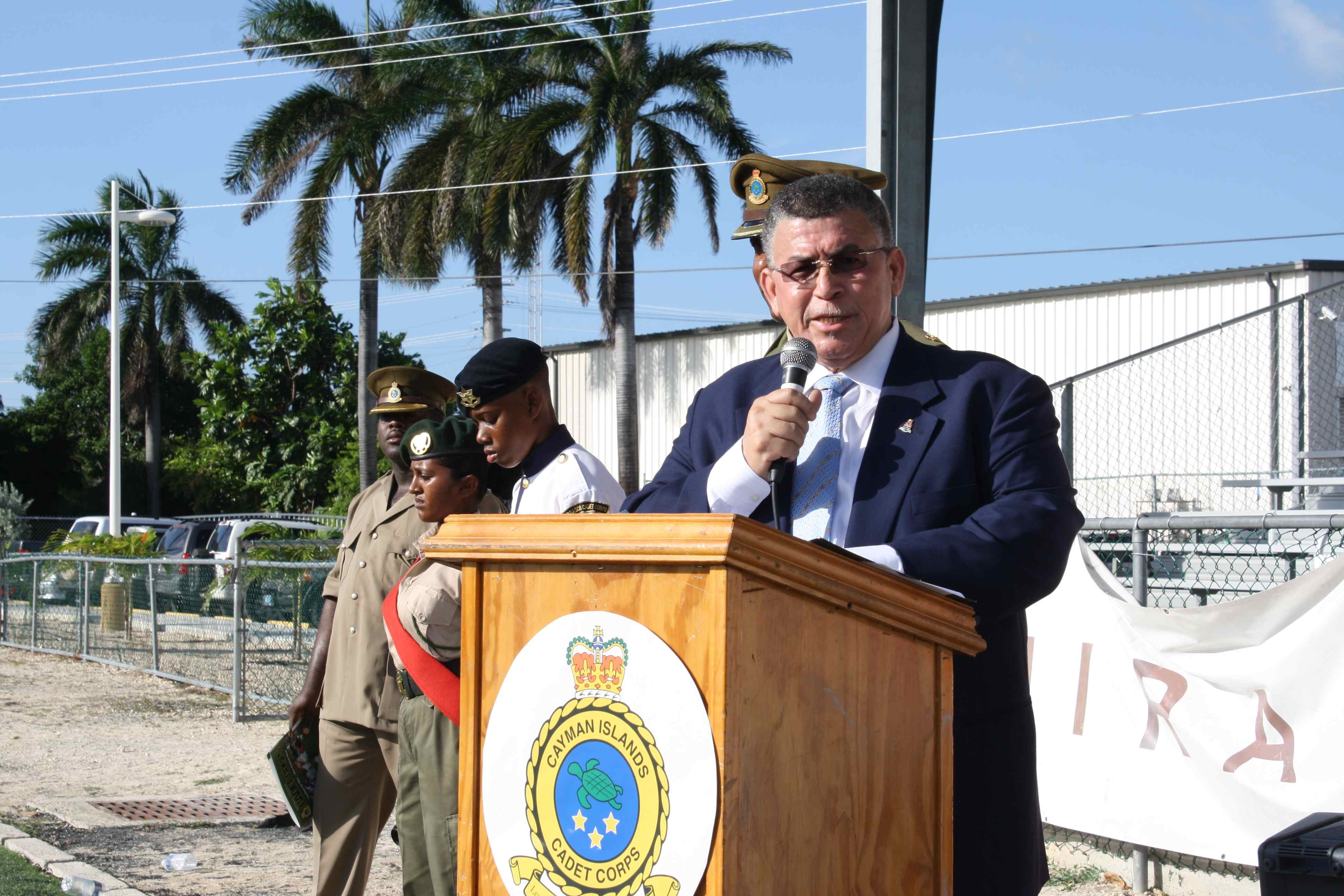
McKeeva Bush, primeiro-ministro das Ilhas Caimã, em 2012

O chefe de Estado nos territórios ultramarinos é o monarca britânico Carlos III . A função da rainha nos territórios está em sua função como Rainha do Reino Unido e não no direito de cada território.[carece de fontes?] A Rainha nomeia um representante em cada território para exercer o poder em seu nome. Em territórios com uma população permanente, um governador é nomeado pela Rainha sob conselho do Governo Britânico, geralmente um oficial militar sênior aposentado,[carece de fontes?] ou um funcionário público sênior. Em territórios sem uma população permanente, normalmente um Comissário é nomeado para representar a Rainha. Excepcionalmente, no território ultramarino de Santa Helena, Ascensão e Tristão da Cunha, um Administrador é nomeado como representante do Governador em cada uma das ilhas de Ascensão e de Tristão da Cunha.
O papel do governador é atual como chefe de Estado de fato, e geralmente são responsáveis pela nomeação do chefe de governo e cargos políticos seniores no território. O Governador também é responsável pela ligação com o Governo do Reino Unido e pela realização de tarefas cerimoniais. Um comissário tem os mesmos poderes que um governador, mas também atua como chefe de governo.[carece de fontes?]

### Governo local
Todos os territórios ultramarinos têm seu próprio sistema de governo e leis locais. A estrutura do governo parece estar estreitamente correlacionada com o tamanho e o desenvolvimento político do território.[carece de fontes?]
| Território                                                                  | Governo |
| --------------------------------------------------------------------------- | --- |
| Território Antártico Britânico e as Ilhas Geórgia do Sul e Sanduíche do Sul | Não há população nativa ou permanente; portanto, não há um governo eleito. O Comissário, apoiado por um Administrador, administra os assuntos do território. |
| Território Britânico do Oceano Índico                                       | Não existe um governo eleito, uma vez que não existe uma população nativa instalada. Os ilhéus dos Chagos – que foram despejados à força do território em 1971 – ganharam um julgamento na Suprema Corte (Supremo Tribunal em português europeu), permitindo que eles retornassem, tendo a decisão sido anulada por decreto. O último apelo à Câmara dos Lordes (relativo à legalidade da Ordem em Conselho) foi decidido a favor do governo, esgotando as opções legais dos ilhéus no Reino Unido no presente.                                         |
| Acrotíri e Deceleia                                                         | Não há um governo eleito. O Comandante das Forças Britânicas em Chipre, atua como Administrador do território, com um Diretor responsável pelo funcionamento do governo civil no dia-a-dia. Na medida do possível, existe uma convergência de leis com as da República de Chipre.[carece de fontes?] |
| Ilhas Pitcairn                                                              | Há um prefeito eleito e uma legislatura (Conselho da Ilha), que tem o poder de propor e administrar a legislação local. No entanto, as suas decisões estão sujeitas à aprovação do Governador, que retém poderes quase ilimitados de legislação plenária em nome do Governo do Reino Unido. |
| Ilhas Malvinas (Falkland)                                                   | O Governo é composto por uma Assembleia Legislativa eleita, tendo um Diretor Executivo e o Diretor de Recursos Corporativos como membros ex officio. |
| Santa Helena, Ascensão e Tristão da Cunha                                   | O Governo é composto por um Conselho Legislativo eleito. O Governador é o chefe do governo e lidera o Conselho Executivo, composto por membros nomeados constituídos pelo Conselho Legislativo e por dois membros ex-officio. O governo na ilha da Ascensão e em Tristão da Cunha é liderada por Administradores que são assessorados por Conselhos da Ilha eleitos. |
| Anguila, Ilhas Virgens Britânicas, Ilhas Caimã e Monserrate                 | Estes territórios têm uma Câmara de Assembleia, Assembleia Legislativa (Ilhas Caimã), ou Conselho Legislativo (Monserrate) com partidos políticos. O Conselho Executivo é geralmente chamado de gabinete e é liderado por um primeiro-ministro ou um ministro-chefe (em Anguila), que é o líder do partido maioritário no parlamento. O governador exerce menos poder sobre os assuntos locais e trata principalmente de questões externas e econômicas, enquanto o governo eleito controla a maioria das preocupações "domésticas".[carece de fontes?] |
| Gibraltar                                                                   | Nos termos da Ordem da Constituição de Gibraltar de 2006, que foi aprovada em Gibraltar por um referendo, Gibraltar tem agora um Parlamento. O Governo de Gibraltar, liderado pelo Ministro-Chefe, é eleito. Defesa, assuntos externos e segurança interna são as funções do Governador. |
| Bermudas                                                                    | Bermudas, instalada em 1609, e autogovernada desde 1620, é a ilha mais antiga e mais populosa dos Territórios Ultramarinos. O Parlamento bicameral é composto por um Senado e uma Câmara de Assembleia, e a maioria dos poderes executivos foram transferidos para o chefe de governo, conhecido como Premier.[carece de fontes?] |
| Ilhas Turcas e Caicos                                                       | As Ilhas Turcas e Caicos adotaram uma nova constituição a partir de 9 de agosto de 2006; Seu chefe de governo agora também tem o título de primeiro-ministro, sua legislatura é chamada de Câmara de Assembleia, e sua autonomia aumentou bastante.[carece de fontes?] |

### Sistema legal
Cada território ultramarino tem seu próprio sistema legal independente do Reino Unido. O sistema jurídico é geralmente baseado na common law inglesa, com algumas distinções para as circunstâncias locais. Cada território tem seu próprio procurador-geral e sistema judicial. Para os territórios menores, o Reino Unido pode nomear um advogado ou um juiz no Reino Unido para trabalhar em casos legais. Isto é particularmente importante para casos envolvendo crimes graves e onde é impossível encontrar um júri que não conheça o réu em uma pequena ilha populacional.[carece de fontes?] Muitos desses territórios, como as Ilhas Caimã e as Bermudas são usados como paraísos fiscais.
O Julgamento de Agressão Sexual nas Ilhas Pitcairn de 2004 é um exemplo de como o Reino Unido pode optar por fornecer o quadro legal para casos particulares em que o território não pode fazê-lo sozinho.

### Conselho Ministerial Conjunto
Um conselho ministerial conjunto dos ministros do Reino Unido e os líderes dos Territórios Ultramarinos é realizado anualmente desde 2012 para fornecer representação entre os departamentos governamentais do Reino Unido e os Governos do Territórios Ultramarinos.

## As relações com o Reino Unido
Em 1999, o governo britânico publicou o Relatório de Parceria FCO para o Progresso e Prosperidade na Grã-Bretanha e Territórios Ultramarinos. Este foi um relatório que estabeleceu a política do Reino Unido para os territórios ultramarinos, que abrange quatro pontos principais:
- Autodeterminação
- Responsabilidades do Reino Unido e dos territórios
- Autonomia democrática
- Previsão para ajuda e assistência

O Reino Unido e os territórios ultramarinos não têm representações diplomáticas, embora os governos dos territórios ultramarinos com populações indígenas (exceto as Bermudas) mantenham todas as funções de representação, em Londres. A Associação dos Territórios Ultramarinos Britânicos (UKOTA) também representa os interesses dos territórios, em Londres.
O Reino Unido disponibiliza uma ajuda financeira aos territórios ultramarinos por meio do Departamento de Desenvolvimento Internacional. Atualmente, apenas Monserrate e Santa Helena recebem uma ajuda orçamental (ou seja, contribuição financeira).
Vários fundos especializados são disponibilizados pelo Reino Unido, incluindo:
- O Fundo de Bom Governo que presta assistência à administração governamental;
- A execução de um Orçamento-Programa, que visa diversificar e melhorar as bases econômicas dos territórios.

## Cidadania
Nenhum dos territórios ultramarinos tem a sua própria nacionalidade, todos os cidadãos são classificadas como cidadãos dos territórios ultramarinos britânicos. No entanto, têm autonomia legislativa sobre imigração.
Historicamente, a maioria dos habitantes do antigo Império Britânico detém o estatuto de súdito, o que foi perdido após a independência. A partir de 1949, indivíduos no Reino Unido e os restantes se tornaram cidadãos do Reino Unido e colônias. No entanto, mudanças na lei britânica de imigração e nacionalidade entre 1962 e 1983 determinaram a criação de uma distinta cidadania dos Territórios Dependentes Britânicos, com efeitos a partir de janeiro de 1983. Os cidadãos, na maior parte dos territórios, foram privados da plena cidadania britânica. Isto foi sobretudo para evitar um êxodo maciço dos cidadãos de Hong Kong para o Reino Unido antes de 1997, quando o território voltou para a soberania chinesa. Duas exceções foram feitas: uma para as Ilhas Malvinas, que haviam sido invadidas no ano anterior pela Argentina; outra para Gibraltar, em que, devido ao seu histórico atrito com Espanha, os seus cidadãos recuperaram seus direitos plenos como cidadãos britânicos.
Os cidadãos britânicos não têm, porém, um direito automático a residir em qualquer um dos territórios ultramarinos, pois eles tem autonomia interna para tanto. Alguns territórios proíbem a imigração e para tanto, um cidadão de um outro território se mude para o outro ou até mesmo o próprio Reino Unido, o governo local deverá expedir uma legislação para tal.

## Galeria

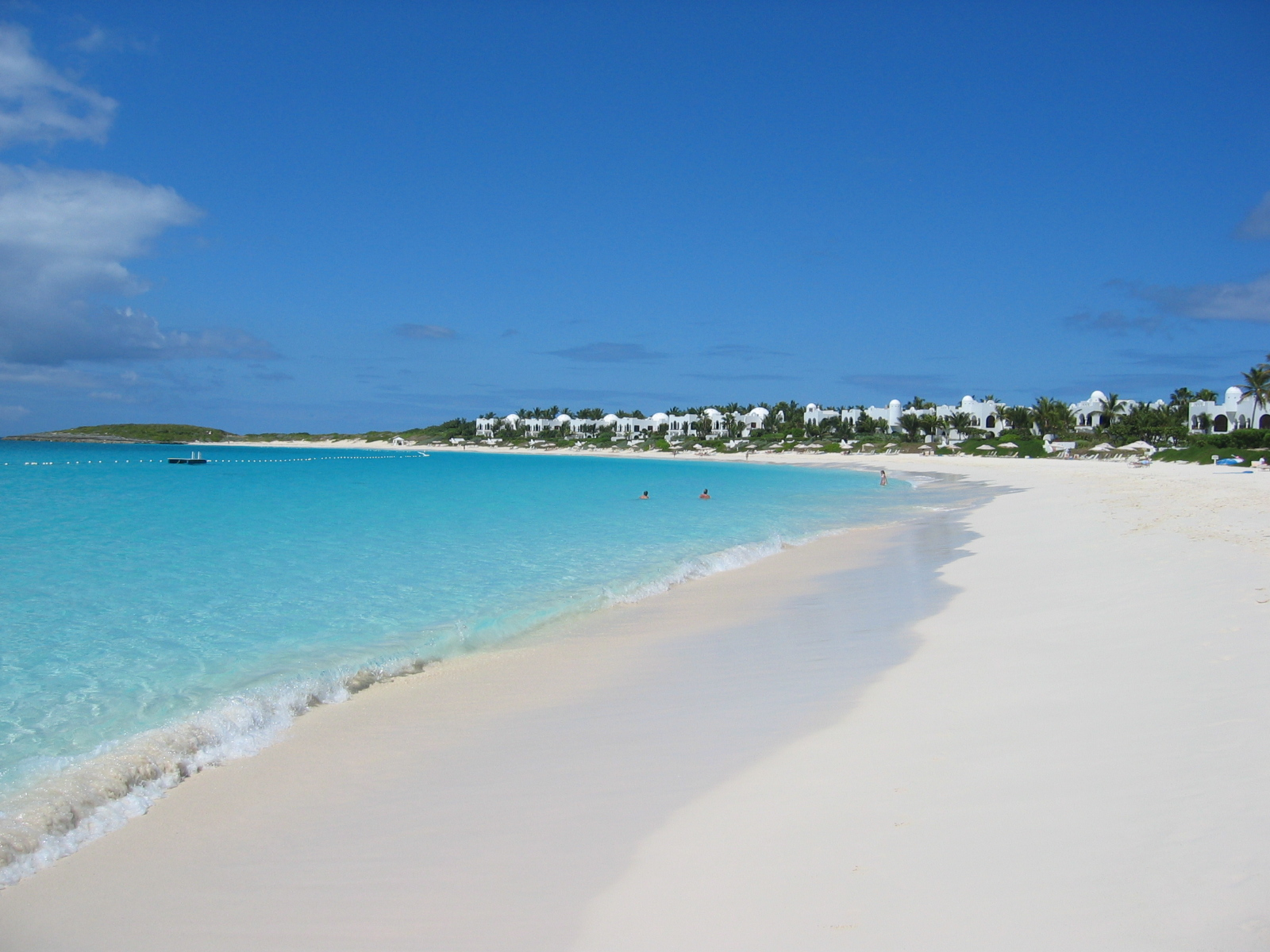
Cap Juluca, Maundays Bay, Anguila.
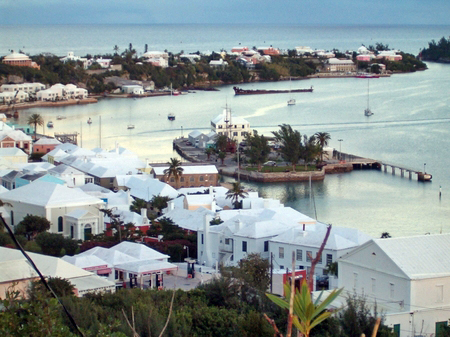
St. George's, Bermudas.
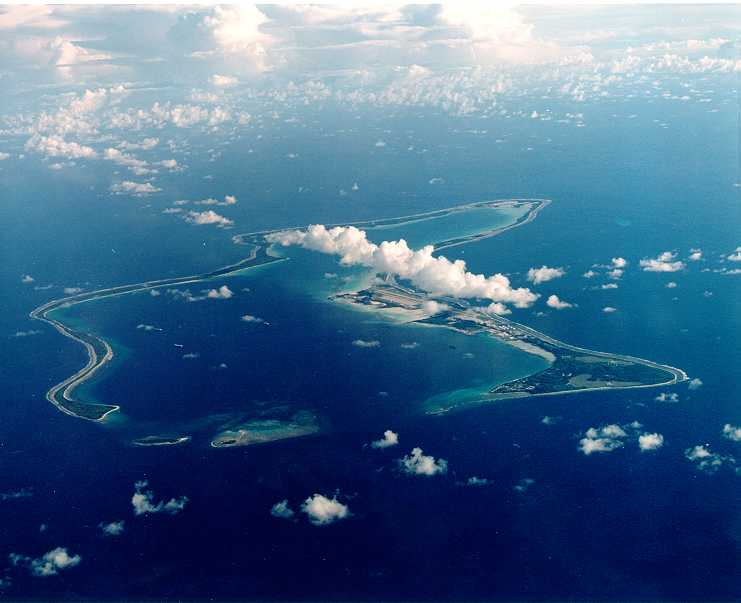
Vista da Base Militar de Diego Garcia, Território Britânico do Oceano Índico.
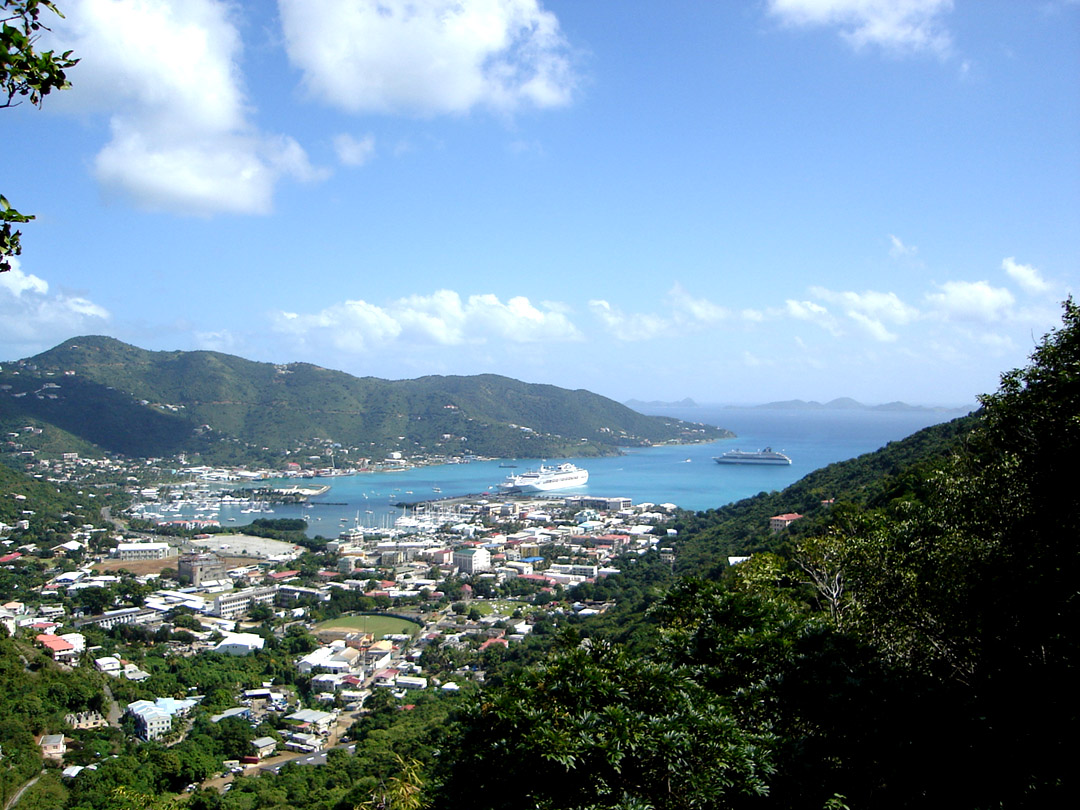
Road Town, Tortola, Ilhas Virgens Britânicas.
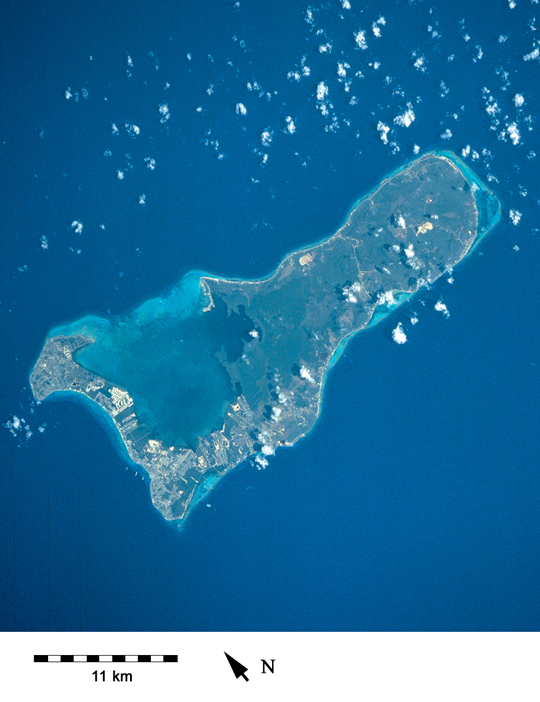
Grande Caimão, Ilhas Caimã.
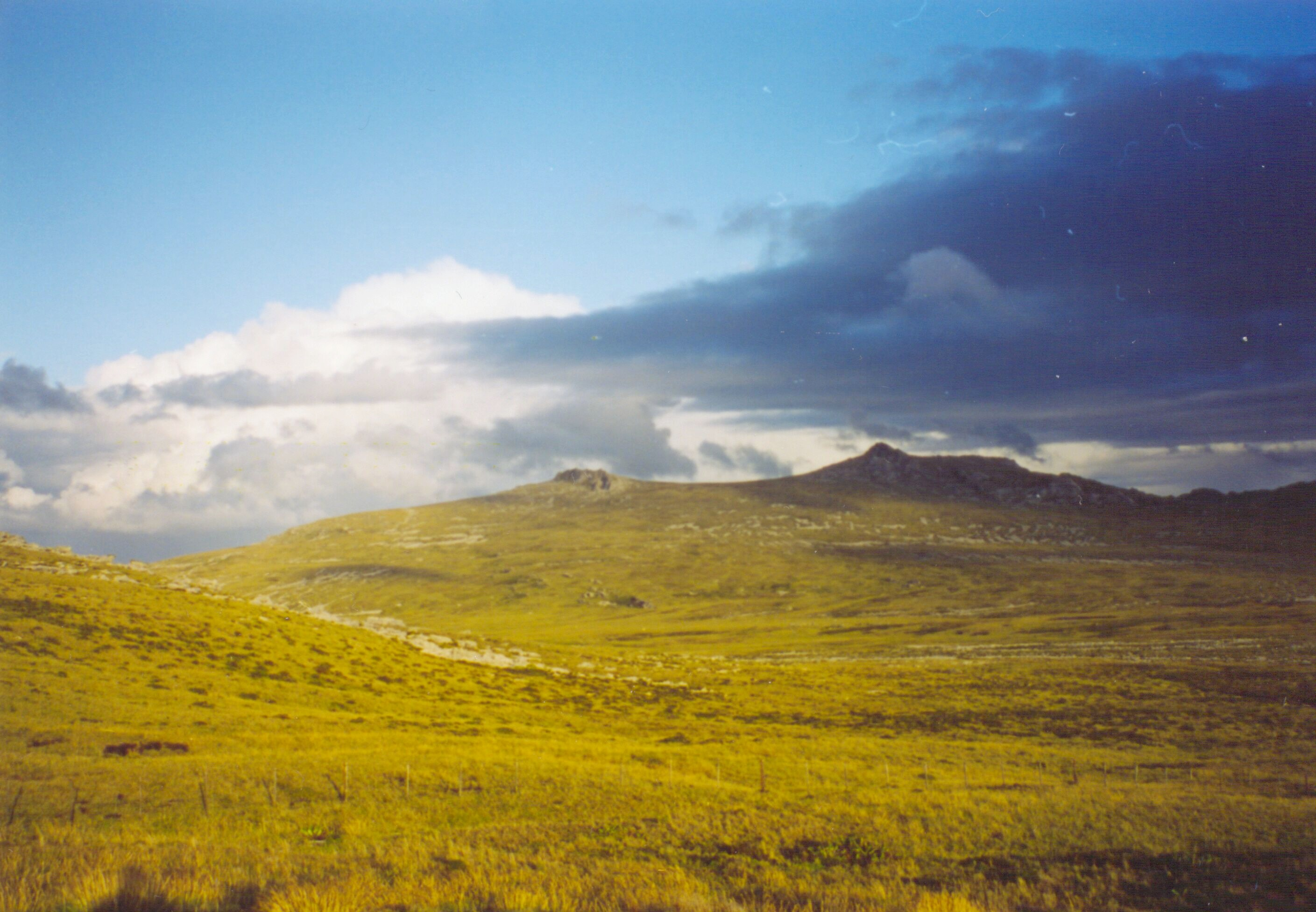
Ilhas Malvinas.
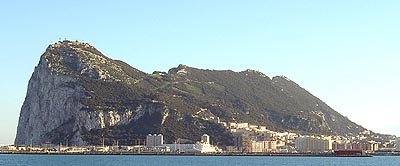
Rochedo de Gibraltar, Gibraltar.
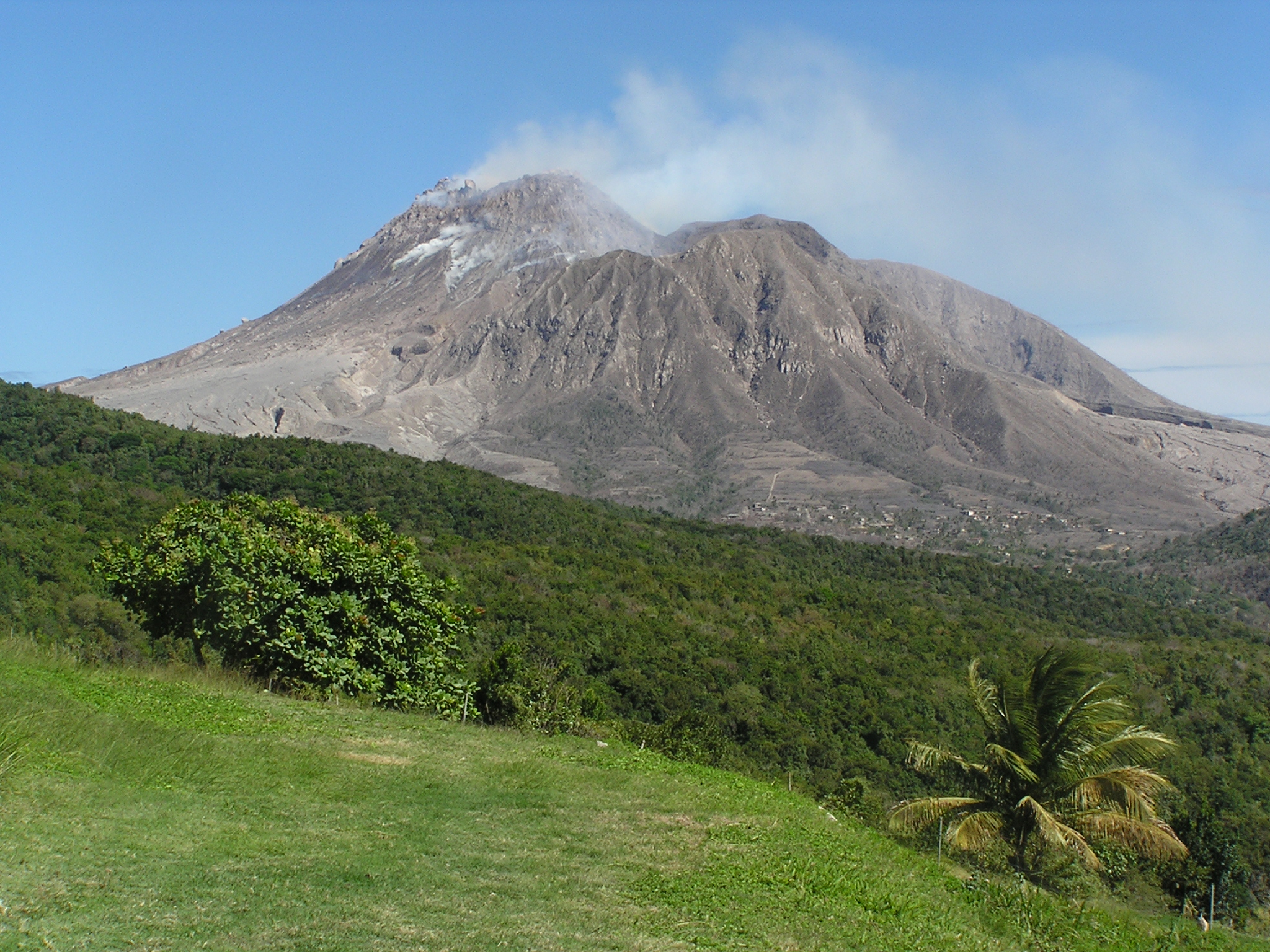
Soufrière Hills, Monserrate.
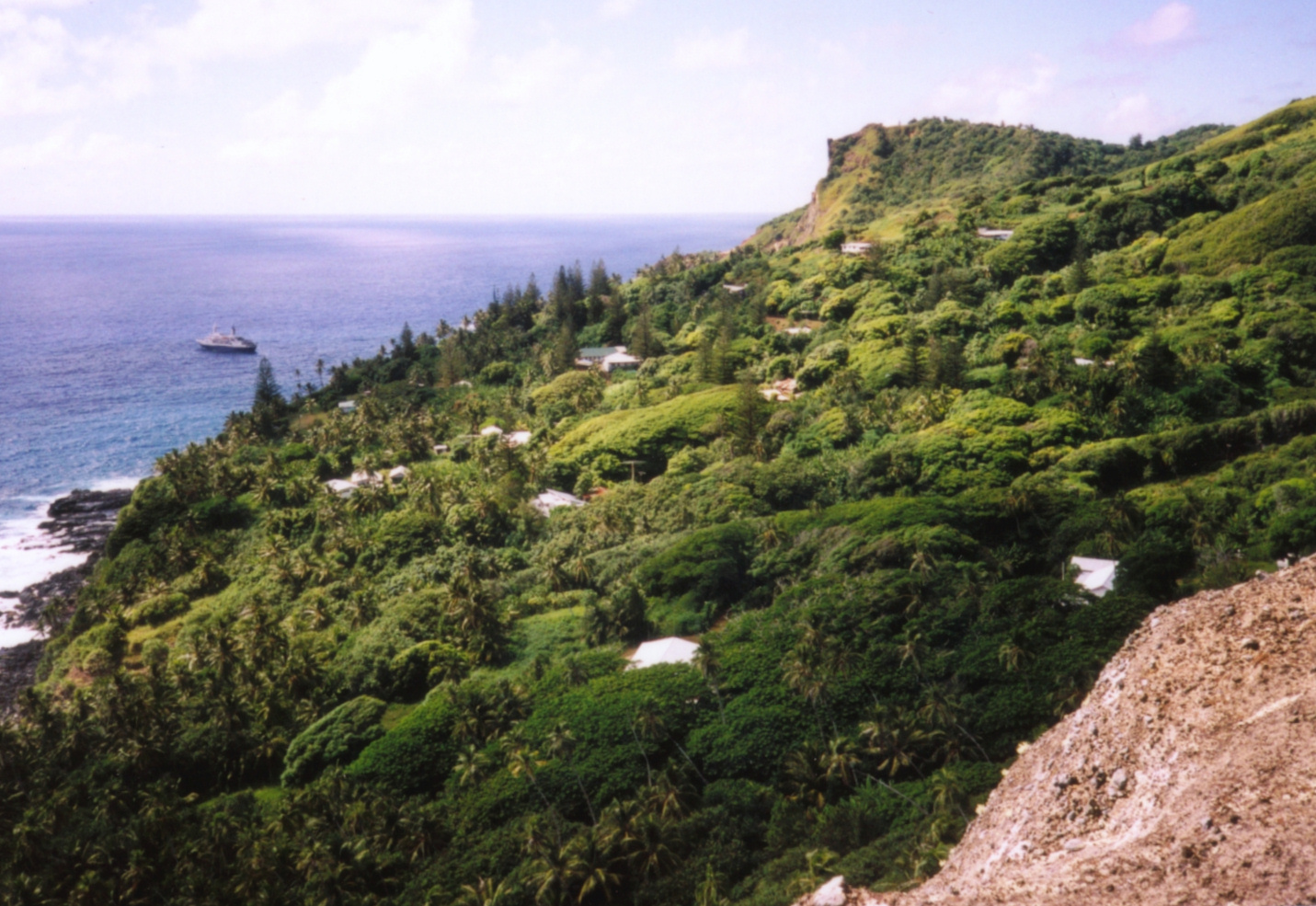
Adamstown, Ilhas Pitcairn.
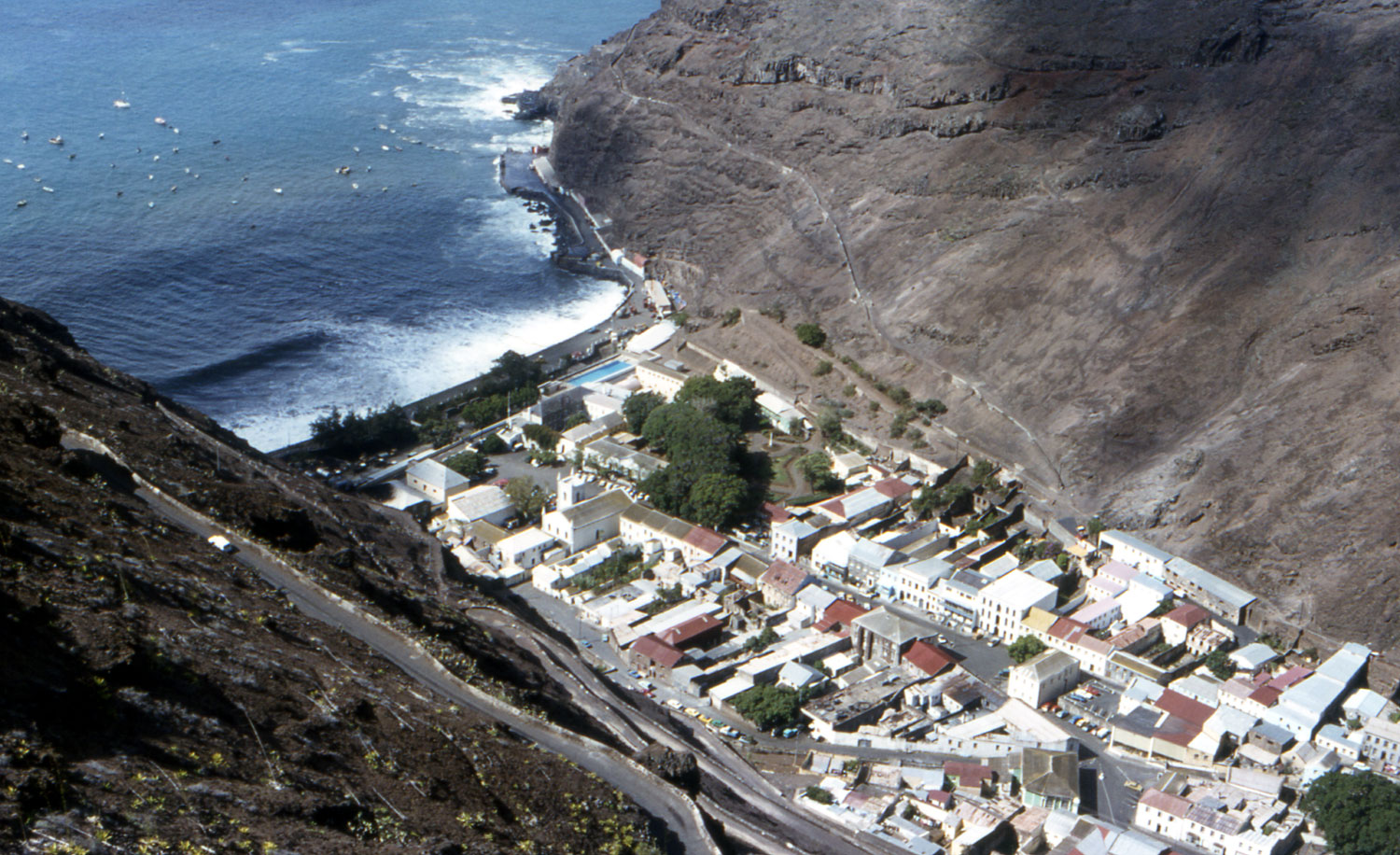
Jamestown, Santa Helena (território).
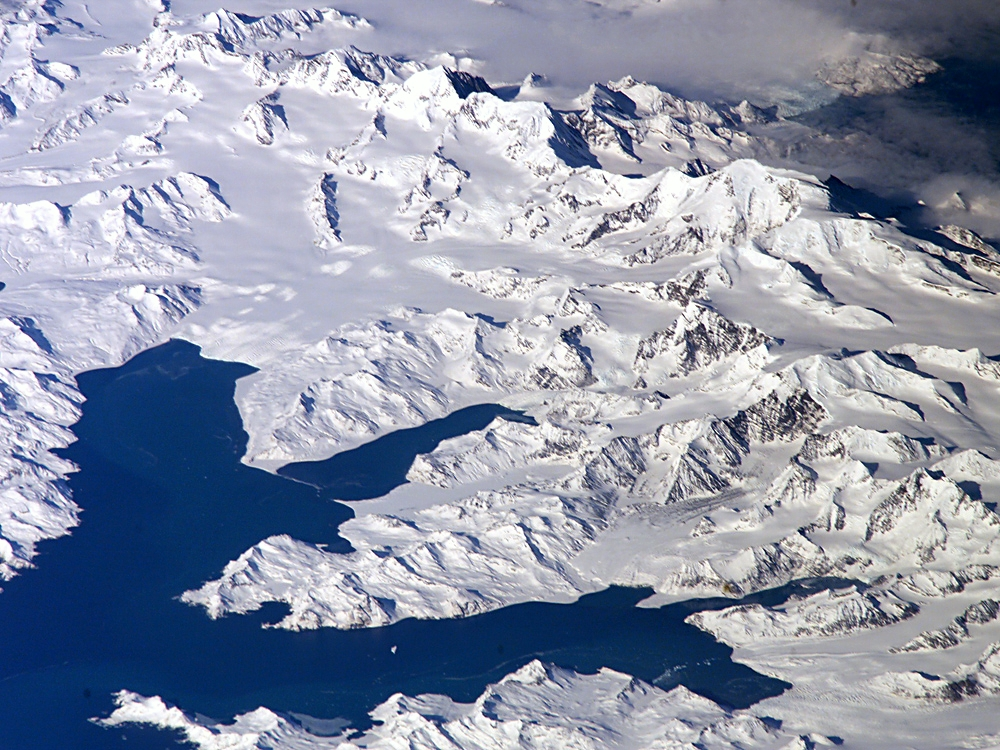
Baía de Cumberland, Ilhas Geórgia do Sul e Sanduíche do Sul.
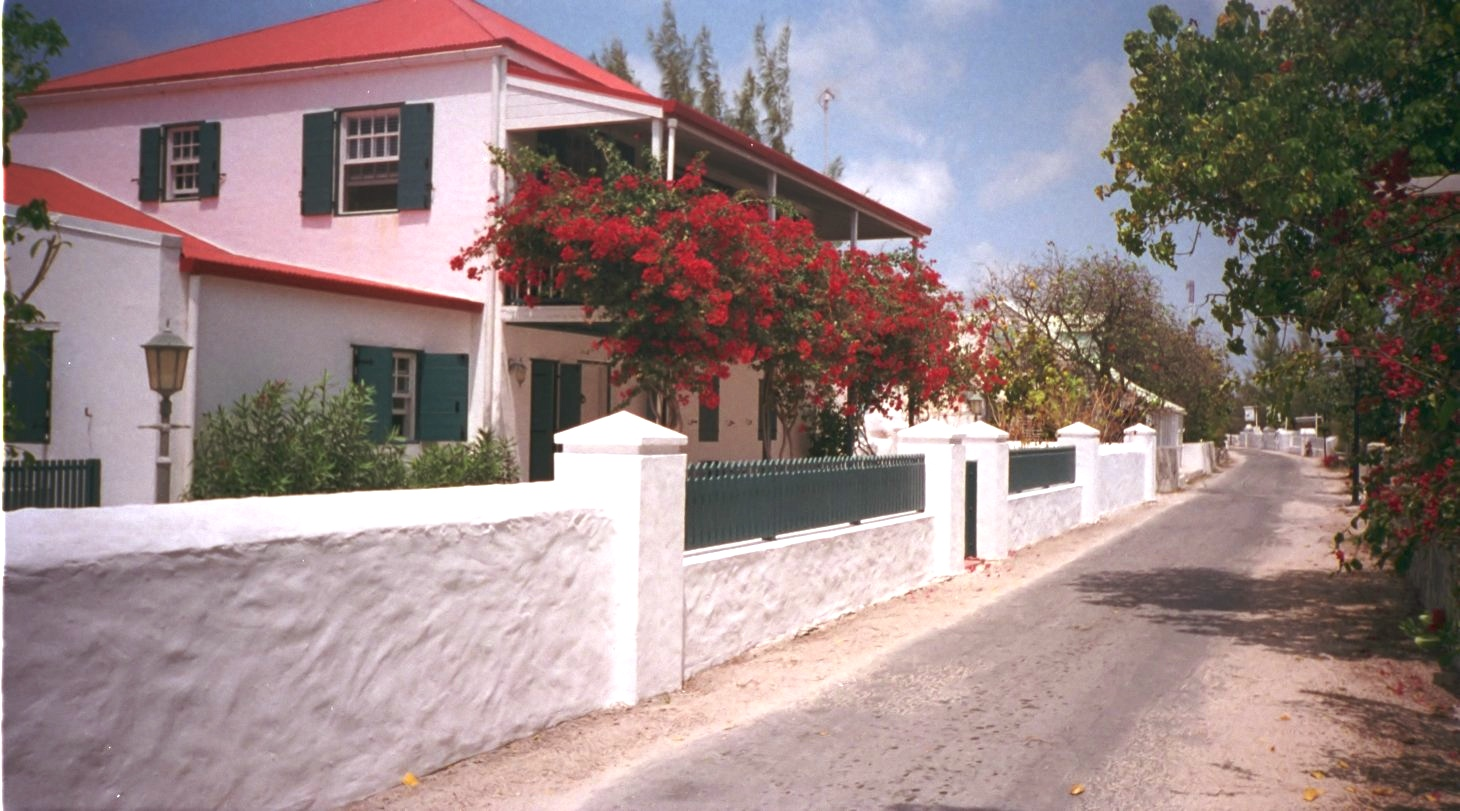
Cockburn Town, Ilhas Turcas e Caicos.
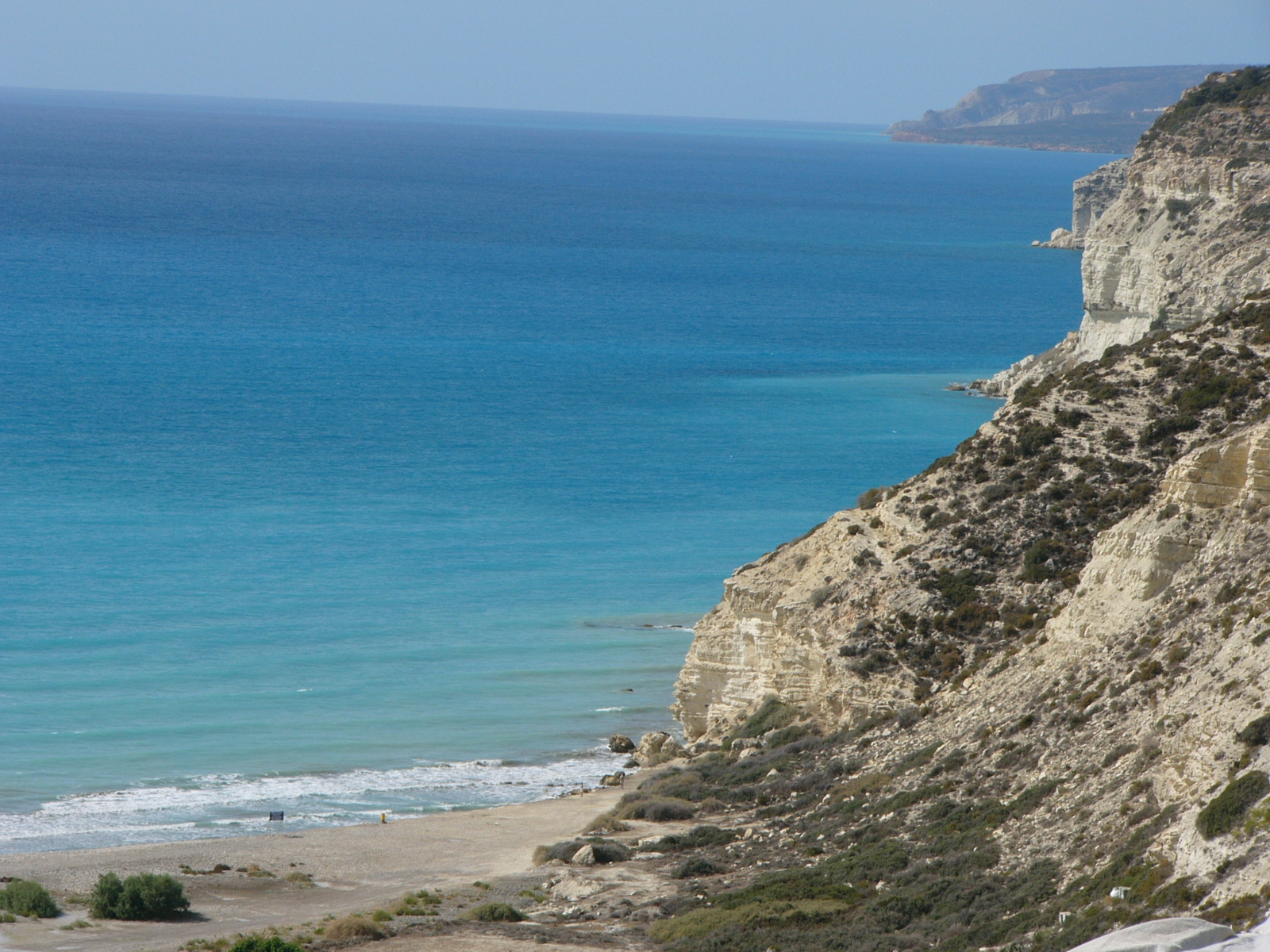
Bases Britânicas Soberanas Acrotíri e Deceleia
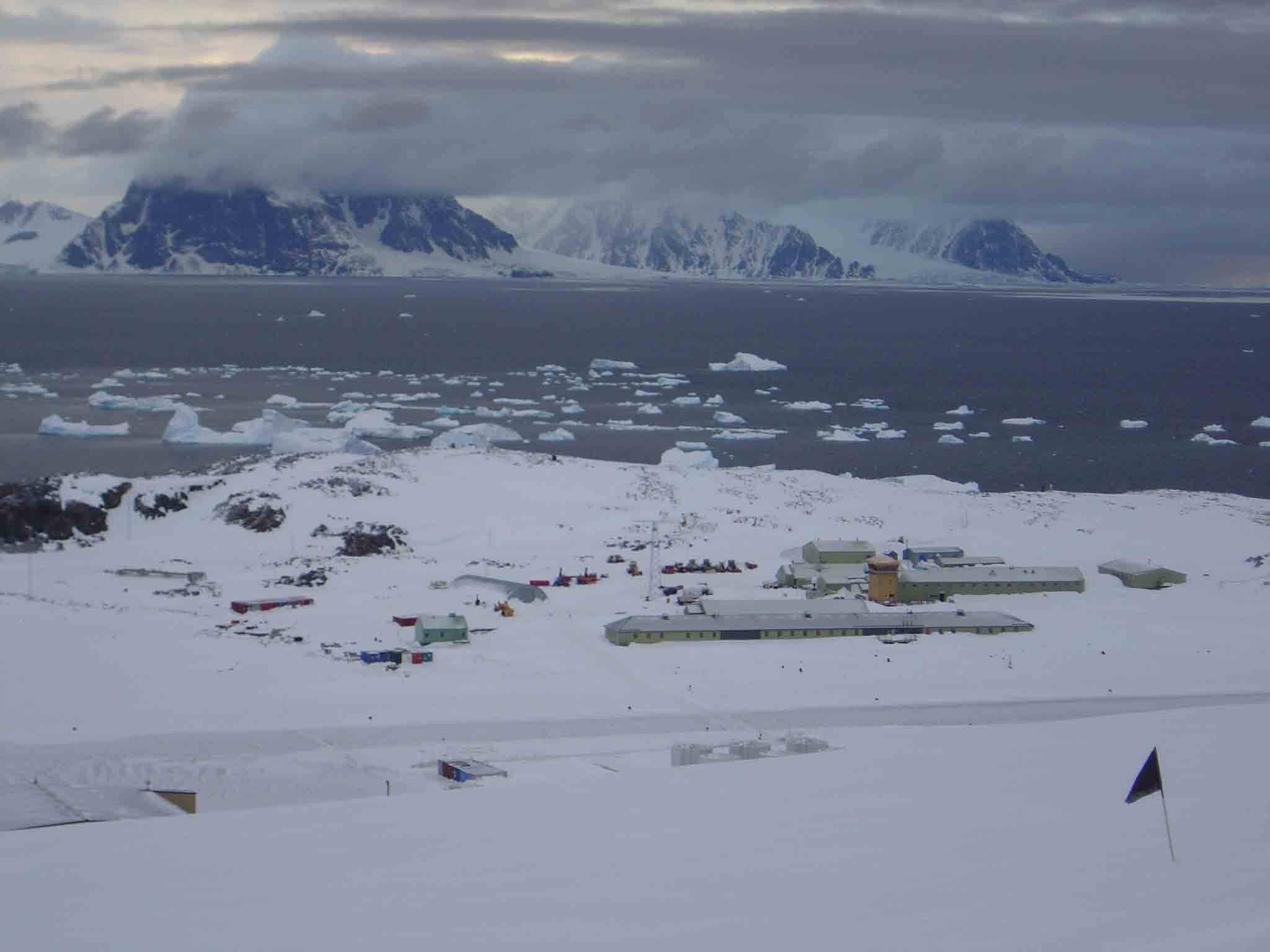
Estação de Pesquisa Rothera, Território Antártico Britânico